# Luotojärvi (sjö i S:t Michel, Södra Savolax)
Luotojärvi är en sjö i kommunen Sankt Michel i landskapet Södra Savolax i Finland. Arean är 30 hektar och strandlinjen är 6,01 kilometer lång.  Den  ingår i Kymmene älvs huvudavrinningsområde.  Sjön ligger omkring 14 kilometer norr om S:t Michel och omkring 220 kilometer nordöst om Helsingfors. 
I sjön finns ön Suurisaari. 